# Morti nel 1995/Agosto
| Questa pagina contiene informazioni ricavate automaticamente dalle voci biografiche con l'ausilio del template Bio e di un bot. L'aggiornamento è periodico e automatico e ricostruisce completamente la pagina. Se manca una persona in questa lista, sei pregato di non aggiungerla, ma accertati piuttosto che la sua voce biografica contenga il template Bio e che i dati anagrafici siano correttamente compilati. Se il template Bio manca, inseriscilo tu stesso o, in alternativa, metti l'avviso {{tmp\|Bio}} che ne segnala la mancanza. Se i dati riportati sono sbagliati, correggi direttamente la voce biografica; le modifiche saranno visibili in questa lista entro pochi giorni. Per chiarimenti vedi il progetto biografie. La lista contiene solo le 122 persone che sono citate nell'enciclopedia e per le quali è stato implementato correttamente il template Bio. Pagina aggiornata al 2 ago 2025. |

- 1º agosto - Martha Genenger, nuotatrice tedesca (n. 1911)
- 1º agosto - Colin Falkland Gray, militare e aviatore neozelandese (n. 1914)
- 1º agosto - Arkadjij Nikolaevič Kol'catyj, regista sovietico (n. 1905)
- 1º agosto - Satoshi Matsui, cestista giapponese (n. 1915)
- 2 agosto - Lillian Bronson, attrice statunitense (n. 1902)
- 2 agosto - Giancarlo Mazzacurati, critico letterario, filologo e storico della letteratura italiano (n. 1936)
- 2 agosto - Juan López Moctezuma, regista messicano (n. 1932)
- 3 agosto - Saro Coci, calciatore e allenatore di calcio italiano (n. 1934)
- 3 agosto - Dick Foss, calciatore inglese (n. 1912)
- 3 agosto - Brendon Hackwill, cestista e giocatore di football australiano australiano (n. 1942)
- 3 agosto - Ida Lupino, attrice, regista e sceneggiatrice inglese (n. 1918)
- 4 agosto - Gilberto Bernardini, fisico italiano (n. 1906)
- 4 agosto - Jean-Pierre Frisch, calciatore lussemburghese (n. 1908)
- 4 agosto - James Howard Marshall II, imprenditore e avvocato statunitense (n. 1905)
- 4 agosto - Antonio Leonviola, regista cinematografico e sceneggiatore italiano (n. 1913)
- 5 agosto - Massimiliano Capuzzoni, rugbista a 15 italiano (n. 1969)
- 5 agosto - Francesco De Virgilio, ingegnere italiano (n. 1911)
- 6 agosto - Agha Hasan Abedi, banchiere pakistano (n. 1922)
- 6 agosto - Youly Algaroff, ballerino russo (n. 1918)
- 6 agosto - Luigi Dassogno, politico italiano (n. 1913)
- 6 agosto - Toney Penna, golfista e designer italiano (n. 1908)
- 6 agosto - George Svendsen, giocatore di football americano, cestista e allenatore di pallacanestro statunitense (n. 1913)
- 7 agosto - Brigid Brophy, scrittrice e attivista britannica (n. 1929)
- 7 agosto - Arnaldo Cadei, calciatore italiano (n. 1918)
- 7 agosto - Alexandra Curzon, nobildonna inglese (n. 1904)
- 7 agosto - Maksim Tank, poeta e traduttore bielorusso (n. 1912)
- 8 agosto - Kurt Becher, militare tedesco (n. 1909)
- 8 agosto - Carol Hughes, attrice statunitense (n. 1910)
- 8 agosto - Herbert Ihlefeld, aviatore tedesco (n. 1914)
- 8 agosto - Cesare Jones, calciatore italiano (n. 1908)
- 8 agosto - Dmitrij Trofimovič Šepilov, politico sovietico (n. 1905)
- 9 agosto - Jerry Garcia, chitarrista, cantante e compositore statunitense (n. 1942)
- 9 agosto - Fiorenzo Lafranchi, educatore e editore svizzero (n. 1957)
- 9 agosto - Sergio Telmon, giornalista italiano (n. 1920)
- 10 agosto - Gijs van Aardenne, politico e dirigente d'azienda olandese (n. 1930)
- 10 agosto - Leo Apostel, filosofo belga (n. 1925)
- 10 agosto - Denis Chicoine, presbitero statunitense (n. 1937)
- 10 agosto - Josseline Gaël, attrice francese (n. 1917)
- 10 agosto - Godefroy-Emile Mpwati, vescovo cattolico della Repubblica del Congo (n. 1928)
- 10 agosto - Aldo Protti, baritono italiano (n. 1920)
- 11 agosto - Alonzo Church, matematico e logico statunitense (n. 1903)
- 11 agosto - Phil Harris, attore, musicista e doppiatore statunitense (n. 1904)
- 12 agosto - Marty Paich, arrangiatore, compositore e direttore d'orchestra statunitense (n. 1925)
- 12 agosto - Bruno Pasquini, ciclista su strada italiano (n. 1914)
- 12 agosto - Achille Togliani, cantante e attore italiano (n. 1924)
- 13 agosto - Ljubiša Broćić, allenatore di calcio jugoslavo (n. 1911)
- 13 agosto - Alison Hargreaves, alpinista britannica (n. 1962)
- 13 agosto - Jan Křesadlo, artista ceco (n. 1926)
- 13 agosto - Mickey Mantle, giocatore di baseball statunitense (n. 1931)
- 13 agosto - Rob Slater, alpinista e arrampicatore statunitense (n. 1960)
- 15 agosto - Michael Hess, avvocato statunitense (n. 1952)
- 15 agosto - Emilio Zanoni, politico italiano (n. 1914)
- 16 agosto - Ciriaco Carru, carabiniere italiano (n. 1963)
- 16 agosto - Oveta Culp Hobby, militare e politica statunitense (n. 1905)
- 16 agosto - Walter Frau, carabiniere italiano (n. 1965)
- 16 agosto - Park Dae-jong, calciatore sudcoreano (n. 1917)
- 16 agosto - Giuseppe Pittano, linguista, giornalista e partigiano italiano (n. 1921)
- 16 agosto - Howie Shannon, cestista e allenatore di pallacanestro statunitense (n. 1923)
- 16 agosto - Rūdolfs Slavišens, calciatore lettone (n. 1909)
- 16 agosto - Antonio Vilar, attore portoghese (n. 1912)
- 17 agosto - Elio Gigante, impresario teatrale italiano (n. 1907)
- 17 agosto - David Warrilow, attore britannico (n. 1934)
- 18 agosto - Julio Caro Baroja, antropologo, storico e linguista spagnolo (n. 1914)
- 18 agosto - Dick Hogan, attore e cantante statunitense (n. 1917)
- 18 agosto - James Maxwell, attore e regista teatrale statunitense (n. 1929)
- 19 agosto - Danny Arnold, sceneggiatore, regista e produttore televisivo statunitense (n. 1925)
- 19 agosto - John Gilmore, sassofonista statunitense (n. 1931)
- 19 agosto - Pierre Schaeffer, compositore e musicologo francese (n. 1910)
- 20 agosto - Maria Helena Bruhn-Friedlander, insegnante tedesca (n. 1905)
- 20 agosto - Maly Delschaft, attrice tedesca (n. 1898)
- 20 agosto - Yuki Maraini, musicista, cantante e compositrice italiana (n. 1939)
- 20 agosto - Hugo Pratt, fumettista e scrittore italiano (n. 1927)
- 21 agosto - Giovanni Busani, calciatore e allenatore di calcio italiano (n. 1918)
- 21 agosto - Subrahmanyan Chandrasekhar, fisico, astrofisico e matematico indiano (n. 1910)
- 21 agosto - Anatole Fistoulari, direttore d'orchestra russo (n. 1907)
- 21 agosto - Sven Höglund, ciclista su strada svedese (n. 1910)
- 21 agosto - Nanni Loy, regista, sceneggiatore e autore televisivo italiano (n. 1925)
- 21 agosto - Tat'jana Snežina, cantante, cantautrice e poetessa russa (n. 1972)
- 21 agosto - Chuck Stevenson, pilota automobilistico statunitense (n. 1919)
- 22 agosto - Grazia Cherchi, scrittrice, giornalista e curatrice editoriale italiana (n. 1937)
- 22 agosto - René Notten, allenatore di calcio e calciatore olandese (n. 1949)
- 23 agosto - Jaroslava Bajerová, ginnasta cecoslovacca (n. 1910)
- 23 agosto - Johan Bergenstråhle, regista e sceneggiatore svedese (n. 1935)
- 23 agosto - Johnny Carey, calciatore e allenatore di calcio irlandese (n. 1919)
- 23 agosto - Leslie Graves, attrice statunitense (n. 1959)
- 23 agosto - Judith McHale, nuotatrice canadese (n. 1942)
- 23 agosto - Sylvester Stadler, generale austriaco (n. 1910)
- 24 agosto - Zbyněk Brynych, regista e sceneggiatore cecoslovacco (n. 1927)
- 24 agosto - Gary Crosby, attore statunitense (n. 1933)
- 24 agosto - Richard Degener, tuffatore statunitense (n. 1912)
- 24 agosto - Alfred Eisenstaedt, fotografo e fotoreporter tedesco (n. 1898)
- 24 agosto - Killer Karl Krupp, wrestler olandese (n. 1934)
- 25 agosto - Holly Bane, attore e truccatore statunitense (n. 1918)
- 25 agosto - Egidio Cioppa, ammiraglio italiano (n. 1910)
- 25 agosto - Alfredo Giovine, scrittore, linguista e giornalista italiano (n. 1907)
- 25 agosto - Luigi Grande, scrittore e magistrato italiano (n. 1921)
- 25 agosto - Eugene McDowell, cestista statunitense (n. 1963)
- 25 agosto - John Mills, cestista statunitense (n. 1919)
- 25 agosto - Setsuko, principessa Chichibu, principessa giapponese (n. 1909)
- 25 agosto - Brede Skistad, allenatore di calcio e calciatore norvegese (n. 1948)
- 26 agosto - Franco Beltrametti, poeta e scrittore svizzero (n. 1937)
- 26 agosto - Antonio Brancaccio, magistrato italiano (n. 1923)
- 26 agosto - John Brunner, autore di fantascienza britannico (n. 1934)
- 26 agosto - Ernesto De Marzio, politico italiano (n. 1910)
- 27 agosto - Mary Beth Hughes, attrice statunitense (n. 1919)
- 27 agosto - Václav Ježek, calciatore e allenatore di calcio cecoslovacco (n. 1923)
- 27 agosto - Giuseppe Lo Presti, scrittore e terrorista italiano (n. 1958)
- 28 agosto - Michael Ende, scrittore tedesco (n. 1929)
- 28 agosto - Gyula Strommer, astronomo ungherese (n. 1920)
- 29 agosto - Enrique Carreras, regista peruviano (n. 1925)
- 29 agosto - Ferdinando Corbella, fumettista italiano (n. 1915)
- 29 agosto - Frank Perry, regista, produttore cinematografico e sceneggiatore statunitense (n. 1930)
- 29 agosto - Nanda Primavera, attrice e cantante italiana (n. 1898)
- 30 agosto - Agepê, cantante e compositore brasiliano (n. 1942)
- 30 agosto - Fischer Black, economista statunitense (n. 1938)
- 30 agosto - Nikolaj Kuznecov, pallanuotista sovietico (n. 1931)
- 30 agosto - Sterling Morrison, chitarrista e bassista statunitense (n. 1942)
- 30 agosto - Lajos Tóth, cestista e allenatore di pallacanestro ungherese (n. 1932)
- 31 agosto - David Farrar, attore britannico (n. 1908)
- 31 agosto - Horst Janssen, artista tedesco (n. 1929)
- 31 agosto - Gertrud Luckner, attivista tedesca (n. 1900)
- 31 agosto - Carmen Mathews, attrice statunitense (n. 1911)